# Episodi di Malory Towers (prima stagione)
La prima stagione della serie televisiva anglo-canadese Malory Towers è composta da 13 episodi ed è stata trasmessa nel Regno Unito, Canada e Italia.

## Lista degli episodi
| n° | Titolo originale   | Titolo italiano            | Pubblicazione in anteprima | Pubblicazione in anteprima | Prima visione  | Prima visione  |
| n° | Titolo originale   | Titolo italiano            | Originale                  | Italiana                   | Originale      | Italiana       |
| -- | ------------------ | -------------------------- | -------------------------- | -------------------------- | -------------- | -------------- |
| 1  | The First Day      | Il primo giorno            | 23 marzo 2020              | 8 aprile 2022              | 6 aprile 2020  | 21 aprile 2022 |
| 2  | The New Girls      | Le ragazze nuove           | 23 marzo 2020              | 8 aprile 2022              | 13 aprile 2020 | 22 aprile 2022 |
| 3  | The Trick          | Lo scherzo                 | 23 marzo 2020              | 8 aprile 2022              | 20 aprile 2020 | 25 aprile 2022 |
| 4  | The Slap           | Lo schiaffo                | 23 marzo 2020              | 8 aprile 2022              | 27 aprile 2020 | 26 aprile 2022 |
| 5  | The Match          | La partita                 | 23 marzo 2020              | 8 aprile 2022              | 4 maggio 2020  | 27 aprile 2022 |
| 6  | The Midnight Feast | Lo spuntino di mezzanotte  | 23 marzo 2020              | 8 aprile 2022              | 11 maggio 2020 | 28 aprile 2022 |
| 7  | The Open Day       | La giornata delle famiglie | 23 marzo 2020              | 8 aprile 2022              | 18 maggio 2020 | 29 aprile 2022 |
| 8  | The Push           | La spinta                  | 23 marzo 2020              | 8 aprile 2022              | 25 maggio 2020 | 2 maggio 2022  |
| 9  | The Letter         | La lettera                 | 23 marzo 2020              | 8 aprile 2022              | 1º giugno 2020 | 3 maggio 2022  |
| 10 | The Dress          | L'abito da ballo           | 23 marzo 2020              | 8 aprile 2022              | 8 giugno 2020  | 4 maggio 2022  |
| 11 | The Spider         | Il ragno                   | 23 marzo 2020              | 8 aprile 2022              | 15 giugno 2020 | 5 maggio 2022  |
| 12 | The Ghost          | Il fantasma                | 23 marzo 2020              | 8 aprile 2022              | 22 giugno 2020 | 6 maggio 2022  |
| 13 | The Last Day       | L'ultimo giorno            | 23 marzo 2020              | 8 aprile 2022              | 29 giugno 2020 | 9 maggio 2022  |

## Il primo giorno
- Titolo originale: The First Day
- Diretto da: Bruce McDonald
- Scritto da: Rachel Flowerday e Sasha Hails

È l'inizio di un nuovo anno scolastico al collegio femminile di Malory Towers, che si affaccia su una splendida scogliera della Cornovaglia. Sul treno diretto al collegio, la dodicenne Darrell conosce alcune delle nuove studentesse: Alicia, Sally, Jean, Irene, Mary-Lou e Gwendoline. Quest'ultima ha una cugina che frequenta la scuola St. Hilda, dove sa che l'anno precedente hanno espulso una studentessa.
Giunte al collegio, Darrell, Gwen e Sally si perdono ed entrano in un'aula allestita per le lezioni di scienze. Darrell dice che sogna di diventare medico come suo padre, ma Gwen è perplessa da questa ambizione perché le è stato detto che una donna ha bisogno di un lavoro solo se è troppo insulsa per trovare marito. La severa governante le trova e le porta direttamente dalla direttrice, ma a sorpresa la signorina Grayling dice che è solita accogliere le nuove arrivate il primo giorno, e augura loro un futuro radioso.
Durante la prima notte al collegio, Darrell viene punita dalla governante privandola del dolce per una settimana perché ritenuta responsabile di aver introdotto nel dormitorio un topo, che in realtà era di Alicia. Il giorno dopo Darrell e Gwen — che ha paura dei topi e aveva avvertito la governante, pensando che Darrell fosse coinvolta — fanno pace, e Gwen si augura che diventino migliori amiche. I giorni trascorrono tranquillamente e Darrell si integra molto bene. Una notte viene organizzato uno spuntino di mezzanotte a cui però Gwen non viene invitata, perché considerata altezzosa.
La mattina seguente alla festicciola, Darrell e altre ragazze escono per andare in piscina. Gwen ci rimane male dopo aver letto una lettera di Darrell — che è dislessica e a volte fa errori ortografici — in cui tra l'altro scrive ai suoi genitori di essere contenta di aver trovato una nuova amica, indicando però Alicia, di cui Gwen è invidiosa per il legame stretto con Darrell. Gwen raggiunge la piscina e litiga con Darrell, che nel riprendersi la lettera fa cadere in acqua Gwen. Per scusarsi ed evitare che ne parli con la direttrice, inizialmente Darrell accetta di svolgere i suoi compiti di francese, ma poi decide di parlare con la signorina Grayling: le spiega che se ha spinto un'altra allieva in acqua è stato perché non sopportava che, avendo visto una foto di sua madre, la chiamasse «megera», dato che era stata molto male l'anno scorso e per questo ha i capelli grigi. Darrell prega la signorina Grayling di non espellerla, e lei, riflettendo sul fatto che la guerra ha portato dolore e sofferenza persino ai sopravvissuti — compresa se stessa —, le risponde che la rabbia a volte dimostra spirito e tenacia, ma che deve imparare a gestirla nel modo giusto, e che stavolta farà finta che non sia successo niente.
Gwen intuisce che è Darrell la ragazza che ha dovuto lasciare St. Hilda, e progetta di rivelarlo a tutta la classe.

## Le ragazze nuove
- Titolo originale: The New Girls
- Diretto da: Bruce McDonald
- Scritto da: Julie Dixon

Darrell spera di venire selezionata dalla squadra di lacrosse, ma è costretta a saltare le prove perché non trova le sue scarpe sportive. Il Prefetto Katherine trova le scarpe nell'armadio dei giochi, e ritiene che sia stata Gwen a mettercele. Dopo un'altra discussione con Gwen in merito a un presunto rovesciamento intenzionale di una boccetta d'inchiostro per riscrivere da capo un tema, Darrell ottiene dal Prefetto Pamela un posto come riserva grazie ad Alicia.
Gwen è decisa a scoprire cos'è successo a St. Hilda, la vecchia scuola di Darrell. Le ragazze iniziano a preoccuparsi perché si sta facendo buio e Gwen non è ancora tornata, così Darrell si propone di andare a cercarla e mentre s'incammina di nascosto incontra Ron, il giovane fattorino della scuola, che le presta la sua bicicletta. Darrell trova Gwen in una cabina telefonica e le conferma involontariamente di essere proprio lei la ragazza espulsa da St. Hilda; mentre tornano indietro, Darrell le dice che possono ancora essere amiche ma la prega di non dire il motivo della sua espulsione alle altre, perché aveva promesso ai genitori che sarebbe andato tutto bene e non potrebbe sopportare di rovinare di nuovo tutto quanto.
È ormai buio, e Darrell e Gwen si perdono nel bosco, ma poi riescono a ritrovare l'orientamento e a tornare al collegio. Le ragazze rimproverano Gwen per essersi comportata da irresponsabile e lei rivela che è Darrell la ragazza espulsa da St. Hilda, ma a loro non importa perché per loro conta quello che accade a Melory Towers, e se la direttrice ritiene che Darrell possa frequentarla è più che sufficiente.

## Lo scherzo
- Titolo originale: The Trick
- Diretto da: Bruce McDonald
- Scritto da: Richie Conroy e Mark Hodkinson

Darrell e Alicia diventano sempre più amiche a forza di fare scherzi insieme, anche a discapito dell'insegnante di francese Mademoiselle Rougier, che fa sedere Darrell vicino alla cattedra.
Una sera la governante confisca una confezione di dolcetti di Alicia, ma incautamente ne assaggia uno lei stessa e si ritrova con i denti colorati di blu, come già era capitato a Gwen. La signorina Greyling le chiede di posare per la lezione di disegno al posto della modella ammalata, e lei fa cenno di sì senza aprire bocca. Durante la lezione, però, la governante sbadiglia e lascia intravedere i denti colorati. Gwen dà alla governante del bicarbonato di sodio per aiutarla a togliere le macchie blu, e accusa Darrell e Alicia di prendere sempre di mira lei con i loro scherzi.
Sally scopre che Irene soffre di sonnambulismo e va a mangiare nella dispensa. I rumori che Irene faceva venivano scambiati da alcune studentesse come opera di un fantasma.
La governante, sapendo che ci sono Darrell e Alicia dietro lo scherzo dei dolci, intende portarle dalla signorina Greyling, ma le due la convincono a non farlo e lei si limita a redarguirle. Al collegio torna Betty, una cara amica di Alicia che era andata in viaggio in Tasmania, e Darrell sembra un po' dispiaciuta. La signorina Potts è delusa dai temi di Darrell, rimproverandola perché spende più tempo a fare scherzi con Alicia piuttosto che a impegnarsi nello studio, sebbene la ragazza cerchi di discolparsi, e la sprona a impegnarsi più seriamente spendo che può fare molto meglio.
La signorina Greyling e la governante concordano che la seconda debba dormire insieme a Sally, Irene, Emily, Katherine, Mary-Lou, Jean, Alicia e Darrell finché il sonnambulismo di Irene non sarà sotto controllo. Mentre tutte dormono, però, Sally si alza, trova ancora una volta Irene a vagare per i corridoi e, sentendo un rumore provenire da una stanza, teme che si tratti del presunto fantasma del collegio.

## Lo schiaffo
- Titolo originale: The Slap
- Diretto da: Rebecca Rycroft
- Scritto da: Rachel Flowerday e Sasha Hails

Il lato sgradevole di Gwen emerge quando fa la prepotente con la timida Mary-Lou in piscina. Darrell perde la pazienza e fa qualcosa di indicibile a Gwen. I Primi Formatori tengono una riunione di forma per decidere cosa dovrebbe essere fatto, il che lascia Mary-Lou devota a Darrell e Gwen più risentita che mai.

## La partita
- Titolo originale: The Match
- Diretto da: Rebecca Rycroft
- Scritto da: Rachel Flowerday e Sasha Hails

Sally soffre di mal di pancia e abbandona la squadra di lacrosse. Darrell la sostituisce come prima riserva. Ma quando gli avversari di Malory Towers vengono inaspettatamente sostituiti da St. Hilda's, la sua vecchia scuola, Darrell si ritrova a dover affrontare il suo passato. In questo, riceve buoni consigli da Mary-Lou e Sally, mentre Gwen ascolta alcune verità domestiche.

## Lo spuntino di mezzanotte
- Titolo originale: The Midnight Feast
- Diretto da: Rebecca Rycroft
- Scritto da: Julia Kent

È il compleanno di Alicia e riceve un generoso cesto di cibo. Ha in programma un banchetto di mezzanotte alla Torre Nord, ma Darrell è riluttante a perdere il sonno la notte prima di un esame importante. Gwen, con suo orrore, scopre che i voti degli esami vengono inviati ai genitori. Quando il banchetto di mezzanotte viene interrotto da Matrona, costringendo le ragazze a nascondersi nello studio della signorina Grayling, Gwen trova l'opportunità di barare all'esame.

## La giornata delle famiglie
- Titolo originale: The Open Day
- Diretto da: Rebecca Rycroft
- Scritto da: Kate Hewlett

È metà semestre e Malory Towers dà il benvenuto ai genitori delle ragazze a un open day di picnic ed eventi sportivi. Mary-Lou viene invitata a un picnic da Gwen con sua madre e deve sopportare le false vanterie di Gwen sulla sua abilità accademica e sportiva. Nel frattempo Darrell è preoccupata per gli scarsi voti nella sua relazione di metà semestre e fatica a trovare una compagna da presentare ai suoi genitori come la sua migliore amica.

## La spinta
- Titolo originale: The Push
- Diretto da: Rebecca Rycroft
- Scritto da: Rachel Flowerday e Sasha Hails

Sally si comporta in modo strano ogni volta che viene menzionata la sua sorellina. Darrell si unisce al corso di recupero, tenuto dalla capogruppo Pamela, per migliorare i suoi voti. Quando Sally si ammala di nuovo di dolori allo stomaco, Matron è sprezzante, credendo di aver mangiato troppe fragole all'open day. Ma Darrell crede diversamente, temendo che potrebbe essere stata lei la causa. Fa tutto il possibile per trovare un dottore in modo che Sally possa essere curata.

## La lettera
- Titolo originale: The Letter
- Diretto da: Rebecca Rycroft
- Scritto da: Rachel Flowerday e Sasha Hails

Il fantasma di Malory Towers appare di nuovo, visto da Sally che si sta riprendendo in sanatorio. Darrell, ancora preoccupato per il comportamento di Sally, ha scritto alla madre di Sally. Le sue buone intenzioni si ritorcono contro quando Sally scompare dopo che sua madre decide di rimuoverla da Malory Towers. Gwen si offre volontaria per sostituire Sally come monitor di Pamela, con risultati catastrofici. Pamela, intanto, fa una scoperta che sembra spiegare la lentezza di Darrell in classe.

## L'abito da ballo
- Titolo originale: The Dress
- Diretto da: Bruce McDonald
- Diretto da: Richie Conroy e Mark Hodkinson

Un bellissimo vestito arriva a Malory Towers e ci sono molte speculazioni su chi potrebbe essere il proprietario. Darrell sostituisce Gwen come monitor di Pamela, ma è delusa quando scopre che Pamela ha cambiato i suoi piani per allenarsi come insegnante e lascerà Malory Towers.

## Il ragno
- Titolo originale: The Spider
- Diretto da: Bruce McDonald
- Diretto da: Richie Conroy e Mark Hodkinson

La timida Mary-Lou è terrorizzata dai ragni e cade vittima di diversi trucchi dispettosi, inclusa l'apparizione di un grosso ragno che crea caos nella classe di francese. Darrell e Sally escogitano un piano per migliorare la fiducia di Mary-Lou, dopo di che le ragazze le comprano una bellissima penna stilografica per ricordarle il suo coraggio.

## Il fantasma
- Titolo originale: The Ghost
- Diretto da: Bruce McDonald
- Scritto da: Kate Hewlett

Darrell e Sally, ora migliori amici, decidono di rintracciare il fantasma di Malory Towers. Sally segna tutti gli avvistamenti del fantasma su una mappa e le ragazze montano un orologio notturno. Dopo una serie di avventure nell'oscurità, che coinvolgono un passaggio segreto e un dramma familiare, il mistero è finalmente risolto. Nel frattempo un geloso atto di dispetto è diretto a Mary-Lou.

## L'ultimo giorno
- Titolo originale: The Last Day
- Diretto da: Bruce McDonald
- Scritto da: Rachel Flowerday e Sasha Hails

È l'ultimo giorno di legislatura. Le ragazze sono inorridite quando Mary-Lou scopre che la sua nuova penna stilografica è stata deliberatamente distrutta. Le prove sembrano indicare Darrell, che deve difendersi dal resto del modulo. Ma la fede di Mary-Lou in Darrell è incrollabile ed è lei che trova le prove che rivelano il vero colpevole.